# Armandia sinaitica
Armandia sinaitica är en ringmaskart som beskrevs av Amoureux 1983. Armandia sinaitica ingår i släktet Armandia och familjen Opheliidae. Inga underarter finns listade i Catalogue of Life.